# Enefiok Udo-Obong
Enefiok Udo-Obong, född den 22 maj 1982, är en nigeriansk friidrottare som tävlar i kortdistanslöpning.
Udo-Obong deltog tillsammans med Clement Chukwu, Jude Monye och Sunday Bada vid Olympiska sommarspelen 2000 i stafettlaget på 4 x 400 meter som slutade på andra plats efter USA. USA fråntogs sedermera guldet då Antonio Pettigrew varit dopad. IAAF har ännu inte bestämt om Nigeria ska få guldmedaljerna. 
Udo-Obong deltog även vid Inomhus-VM 2001 där han blev utslagen i kvalet på 200 meter. Tillsammans med James Godday, Musa Audu och Saul Weigopwa deltog han vid Olympiska sommarspelen 2004 där laget blev bronsmedaljörer i stafetten över 4 x 400 meter, efter USA och Australien.
Vid Samväldesspelen 2006 var han i final på 200 meter men slutade på en sjunde plats.

## Personliga rekord
- 200 meter - 20,67
- 400 meter - 45,68